# جورج بي. رودني
جورج بي. رودني (بالإنجليزية: George B. Rodney) هو محامي وسياسي أمريكي، ولد في 2 أبريل 1803 في لويس في الولايات المتحدة، وتوفي في 18 يونيو 1883 في نيو كاسل في الولايات المتحدة. حزبياً، نشط في حزب اليمين. وقد انتخب عضو مجلس النواب الأمريكي.